# Trophée James-P.-McCaffrey

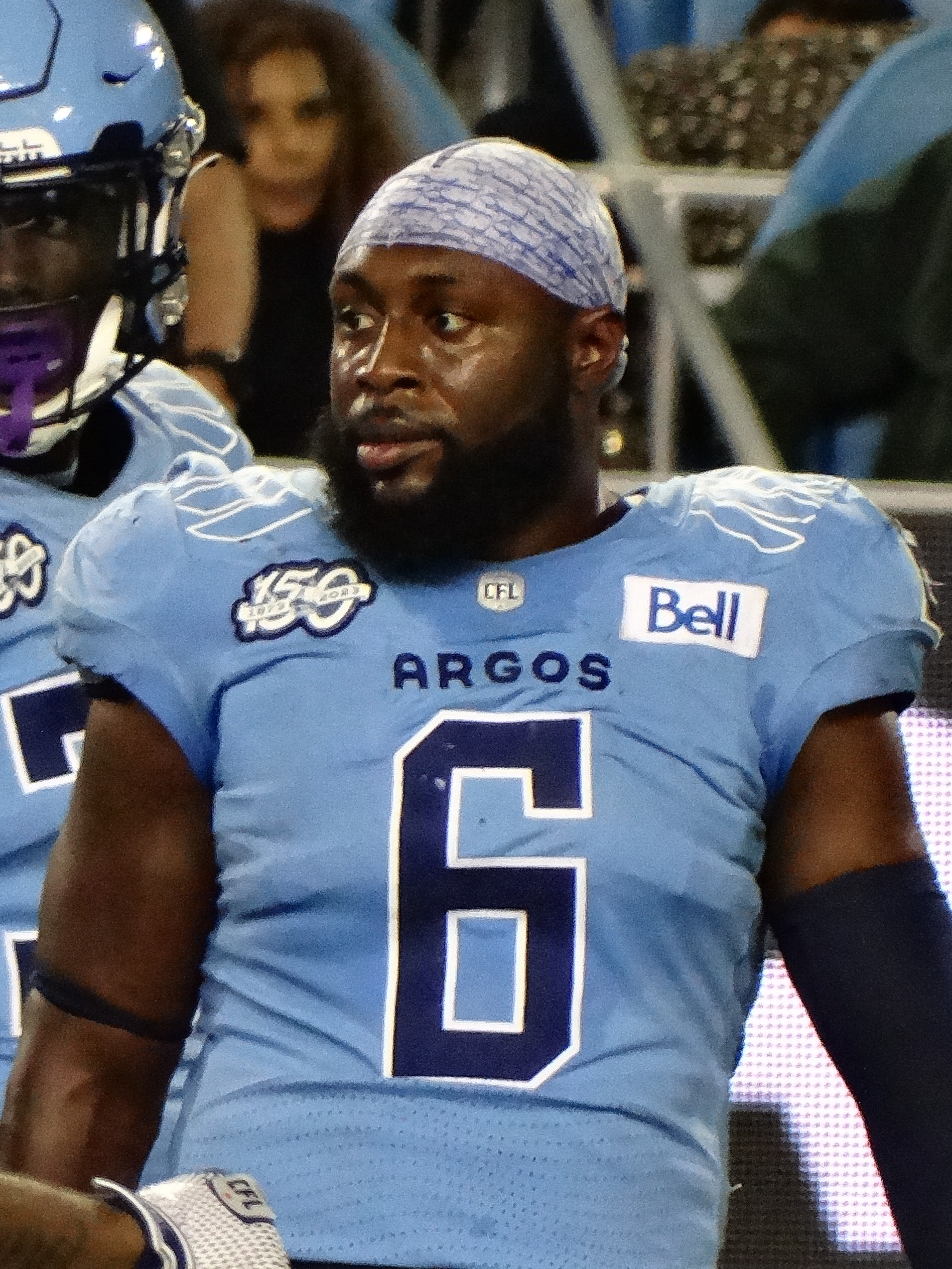
Adarius Pickett, défenseur des Argonauts de Toronto

Le trophée James-P.-McCaffrey (James P. McCaffrey Trophy) est un trophée remis depuis 1975 au joueur qui est considéré le meilleur de la division Est de la Ligue canadienne de football (LCF) à une position défensive, choisi parmi les candidats proposés par chaque équipe de la division. C'est le gagnant de ce trophée, ou celui du trophée Norm-Fieldgate pour la division Ouest, qui sera choisi joueur défensif par excellence de la LCF. 
En 1995, unique année où les divisions Est et Ouest ont été remplacées par les divisions Nord et Sud, le trophée a été attribué au meilleur joueur défensif de la division Sud.
Avant 1974, le titre de « Meilleur joueur de ligne de la division Est » s'appliquait autant aux joueurs de l'unité défensive qu'aux joueurs de ligne offensive, et le vainqueur était en compétition pour le trophée Schenley du meilleur joueur de ligne.

## Lauréats
Pour la signification des abréviations, voir Glossaire des positions au football canadien.
- 1975 - Jim Corrigall (AD), Argonauts de Toronto
- 1976 - Granville Liggins (PD), Argonauts de Toronto
- 1977 - Glen Weir (PD), Alouettes de Montréal
- 1978 - Randy Rhino (DD), Alouettes de Montréal
- 1979 - Ben Zambiasi (SEC), Tiger-Cats de Hamilton
- 1980 - Tom Cousineau (SEC), Alouettes de Montréal
- 1981 - Ben Zambiasi (SEC), Tiger-Cats de Hamilton
- 1982 - Zac Henderson (DD), Argonauts de Toronto
- 1983 - Greg Marshall (AD), Rough Riders d'Ottawa
- 1984 - Harry Skipper (DD), Concordes de Montréal
- 1985 - Paul Bennett (DD), Tiger-Cats de Hamilton
- 1986 - Brett Williams (PD), Alouettes de Montréal
- 1987 - James West (SEC), Blue Bombers de Winnipeg
- 1988 - Grover Covington (en) (AD), Tiger-Cats de Hamilton
- 1989 - Greg Battle (en) (SEC), Blue Bombers de Winnipeg
- 1990 - Greg Battle (SEC), Blue Bombers de Winnipeg
- 1991 - Greg Battle (SEC), Blue Bombers de Winnipeg
- 1992 - Angelo Snipes (SEC), Rough Riders d'Ottawa
- 1993 - Elfrid Payton (en) (SEC), Blue Bombers de Winnipeg
- 1994 - Tim Cofield (AD), Tiger-Cats de Hamilton
- 1995 - Tim Cofield (AD), Mad Dogs de Memphis
- 1996 - Tracy Gravely (SEC), Alouettes de Montréal
- 1997 - Shonte Peoples (SEC), Blue Bombers de Winnipeg
- 1998 - Joe Montford (en) (AD), Tiger-Cats de Hamilton
- 1999 - Calvin Tiggle (en) (SEC), Tiger-Cats de Hamilton
- 2000 - Joe Montford (AD), Tiger-Cats de Hamilton
- 2001 - Joe Montford (AD), Tiger-Cats de Hamilton
- 2002 - Barron Miles (DD), Alouettes de Montréal
- 2003 - Kevin Johnson (SEC), Alouettes de Montréal
- 2004 - Anwar Stewart (AD), Alouettes de Montréal
- 2005 - Michael Fletcher (SEC), Argonauts de Toronto
- 2006 - Barrin Simpson (en) (SEC), Blue Bombers de Winnipeg
- 2007 - Jonathan Brown (AD), Argonauts de Toronto
- 2008 - Doug Brown (en) (PD), Blue Bombers de Winnipeg
- 2009 - Anwar Stewart (AD), Alouettes de Montréal
- 2010 - Markeith Knowlton (en) (SEC), Tiger-Cats de Hamilton
- 2011 - Jovon Johnson (en) (DD), Blue Bombers de Winnipeg
- 2012 - Shea Emry (en) (SEC), Alouettes de Montréal
- 2013 - Chip Cox (SEC), Alouettes de Montréal
- 2014 - Bear Woods (en) (SEC), Alouettes de Montréal
- 2015 - Simoni Lawrence (en) (SEC), Tiger-Cats de Hamilton
- 2016 - Bear Woods (SEC), Alouettes de Montréal
- 2017 - Kyries Hebert (en) (SEC), Alouettes de Montréal
- 2018 - Larry Dean (en) (SEC), Tiger-Cats de Hamilton
- 2019 - Simoni Lawrence (en) (SEC), Tiger-Cats de Hamilton
- 2020 - Saison annulée
- 2021 - Simoni Lawrence (SEC), Tiger-Cats de Hamilton
- 2022 - Lorenzo Mauldin (en) (AD), Rouge et Noir d'Ottawa[1]
- 2023 - Adarius Pickett (en) (DD), Argonauts de Toronto[2]
- 2024 - Tyrice Beverette (en) (SEC), Alouettes de Montréal[3]

## Meilleur joueur défensif de la division Est avant la création du trophée
Pour la signification des abréviations, voir Glossaire des positions au football canadien.
- 1974 - Wayne Smith (LO), Rough Riders d'Ottawa

## Meilleur joueur de ligne de la division Est avant 1974
Pour la signification des abréviations, voir Glossaire des positions au football canadien.
- 1955 - Tex Coulter (BL), Alouettes de Montréal
- 1956 - Kaye Vaughan (BL), Rough Riders d'Ottawa
- 1957 - Kaye Vaughan (BL), Rough Riders d'Ottawa
- 1958 - Jackie Simpson (G), Alouettes de Montréal
- 1959 - John Barrow (LD), Tiger-Cats de Hamilton
- 1960 - Kaye Vaughan (BL), Rough Riders d'Ottawa
- 1961 - John Barrow (LD), Tiger-Cats de Hamilton
- 1962 - John Barrow (LD), Tiger-Cats de Hamilton
- 1963 - Angelo Mosca (LD), Tiger-Cats de Hamilton
- 1964 - John Barrow (LD), Tiger-Cats de Hamilton
- 1965 - John Barrow (LD), Tiger-Cats de Hamilton
- 1966 - Ken Lehmann (SEC), Rough Riders d'Ottawa
- 1967 - John Barrow (LD), Tiger-Cats de Hamilton
- 1968 - Ken Lehmann (SEC), Rough Riders d'Ottawa
- 1969 - Billy Joe Booth (AD), Rough Riders d'Ottawa
- 1970 - Angelo Mosca (LD), Tiger-Cats de Hamilton
- 1971 - Mark Kosmos (SEC), Alouettes de Montréal
- 1972 - Jim Stillwagon (LD), Argonauts de Toronto
- 1973 - Ed George (G), Alouettes de Montréal